# هوانگ جئونگسان
هوانگ جئونگسان (به لاتین: Hwangjeongsan) یک کوه در کره جنوبی است که در کره جنوبی واقع شده‌است. هوانگ جئونگسان ۹۵۹ متر بالاتر از سطح دریا واقع شده‌است.